# Blumenthal (Werl)
Blumenthal ist ein Ortsteil der Stadt Werl.

## Lage und Beschreibung
Blumenthal liegt südlich von Werl und der Autobahn 44. Östlich verläuft die Bundesstraße 516 und südlich befindet sich der kleine Ort Blumenthaler Haar. Blumenthal hat etwa 50 Einwohner und ist von der Landwirtschaft geprägt.

## Geschichte
Im Jahr 1223 befand sich in Blumenthal der Sitz des Ritters von Blomendahl.
Im Mittelalter wurden Täler und Senken mit blühenden Blumen als Blumdahl bezeichnet. Politisch gehörte der Ort während des Mittelalters und der Frühen Neuzeit zum Herzogtum Westfalen, dass seinerseits ein Teil von Kurköln war. 
Von 1816 bis 1890 gehörte die Gemeinde Blumenthal zum Amt Körbecke und wurde von einem Ortsvorsteher verwaltet. Danach war der Weiler bis 1969 ein Teil des Amtes Bremen (heute Ense). Am 1. Juli 1969 wurde Blumenthal nach Werl eingemeindet.